# Замок Миравет

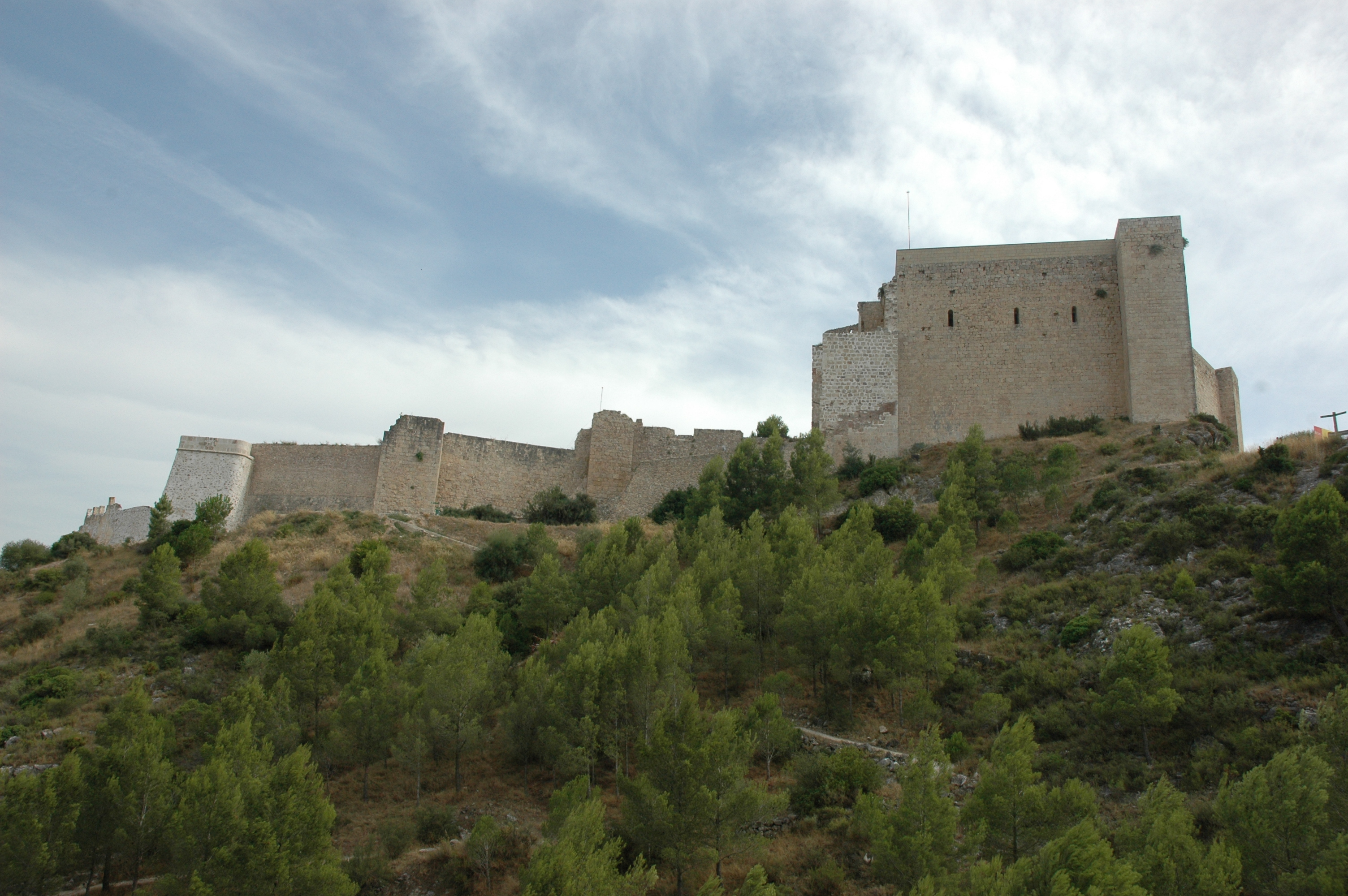
Замок Миравет

Замок Миравет (кат. Castel de Miravet) — средневековая крепость, расположенная в испанском муниципалитете Миравет района (комарки) Рибера-д’Эбре провинции Таррагона на вершине холма, с которого открывается вид на близлежащий одноимённый городок. Крепость расположена на высоте 220 м над уровнем моря.
Замок является образцом крепостной архитектуры, создававшейся крестоносцами в Святой земле (Палестине) во время Крестовых походов и впоследствии распространявшейся в Западной Европе орденом тамплиеров. Миравет считается одним из типичных и наиболее хорошо сохранившихся образцов крепостной архитектуры тамплиеров в Европе.

## История
Замок был основан маврами в XI веке, в эпоху их господства на Пиренейском полуострове, став одной из сильнейших их крепостей на юге современной Каталонии. После отвоевания в ходе Реконкисты этих территорий христианами в 1154 году крепость была передана Рамоном Берингером под контроль тамплиеров, став отправной точкой расширения их влияния в этих землях. В декабре 1308 года после долгой осады тамплиеры сдали замок войскам короля Якова II, после чего он до 1385 года находился во владении ордена госпитальеров, после чего перешёл в королевскую собственность. Замок сильно пострадал во время Сегадорского восстания. В 1643 году его удалось отстоять от королевских испанских войск, но спустя семь лет он всё же был ими взят. В 1707 году крепость попала в руки сторонников короля Филиппа V. В период так называемых Карлистских войн Миравет попеременно находился в руках либералов и сторонников абсолютизма, при этом в Третьей Карлистской войне он был сначала одним из главных оплотов карлистов в регионе, но в 1875 году либералы вернули контроль над ним. В 1935 году замок стал частным владением, но вскоре стал ареной сражений в ходе Гражданской войны в Испании 1936—1939 годов. В апреле 1938 года он был занят сторонниками Франсиско Франко, в ходе битвы при реке Эбро 25 июля 1938 года перешёл в руки республиканцев, окончательно взят франкистами в ноябре 1938 года.
В 1994 году в замке были проведены крупные работы по реконструкции. В 1995 году он был объявлен «объектом культурной ценности» (кат. Bé d’Interès Cultural).

## Описание

### Стены

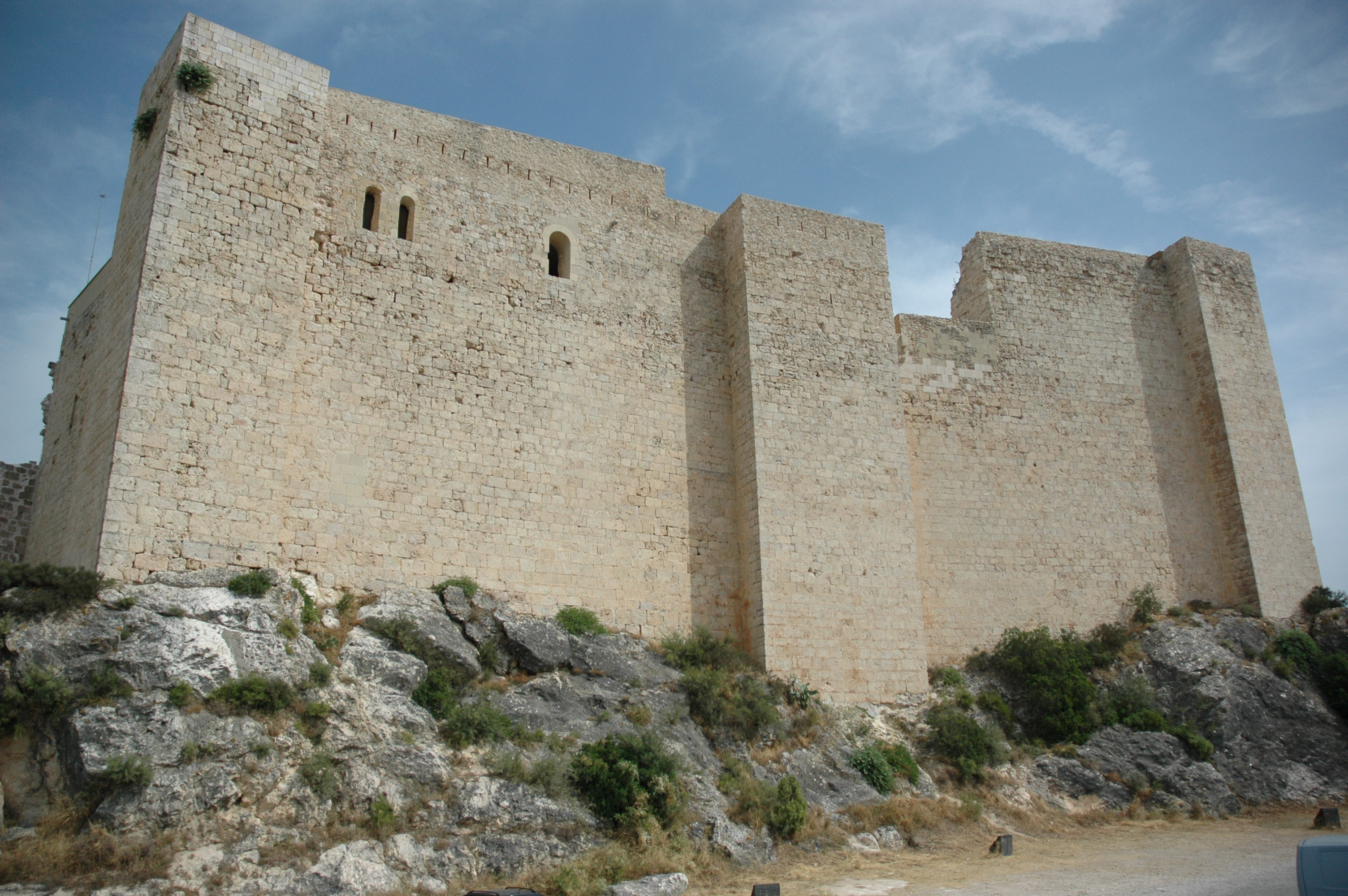
Крепостные стены.

Замок Миравет расположен на вершине скалы, защищённой рекой, и имеет стены, достигающие 25 м в высоту. Там, где сейчас располагается автостоянка, в скале был вырыт ров, чтобы укрепить оборону замка. Ров предотвращал возможность для врагов сделать глубокий подкоп и добраться до основания стен, которое вражеские минёры смогли бы в этом случае повредить или разрушить подрывом.
Внешне постройка исполнена единообразно, что свидетельствует о быстрых сроках её возведения. Некоторые участки внешних стен этой постройки тамплиеров сохранились ещё от крепости времён Аль-Андалуз. Стены были сложены тамплиерами из прямоугольных блоков белого камня, хорошо поддающихся обработке, в виде очень плотных рядов. По причине их оборонительного назначения стены практически не имели отверстий.
В верхней части западной стены, рядом с башней в центре, находятся остатки навесной бойницы (машикули), консольной каменной структуры, которая начиналась в нижней части стены. В случае штурма замка защитники могли бросать те или иные метательные снаряды непосредственно на головы врагов, пытавшихся атаковать у основания стены.

### Система входов

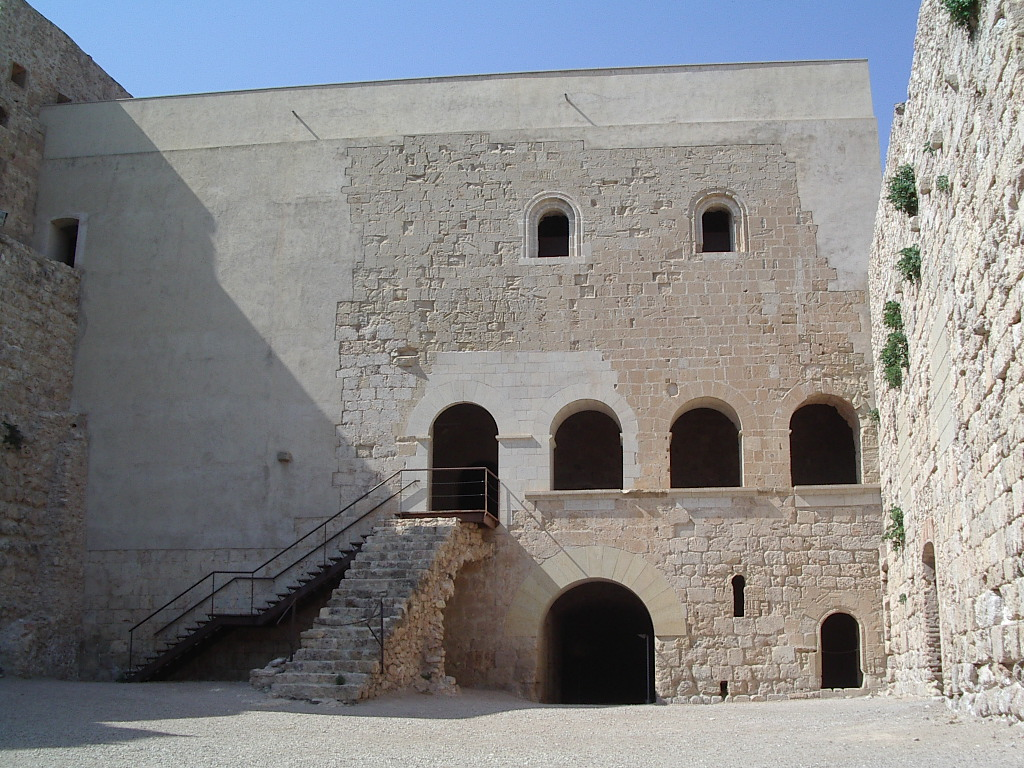
Система входов.

Это было самое слабое место в обороне замка; для усиления его защиты было возведено несколько архитектурных сооружений, в том числе башни и барбакан. Входы граничат с участками стен извилистой формы, мешавшими осуществлению лобовой атаки и вынуждавшими нападавших оказываться в пределах досягаемости ответной атаки защитников башен.
Устройство входов в замок датируется XVII веком. Они выстроены из каменных блоков меньшего размера и сложены не очень плотно, что отличается от крупных блоков, применявшихся для строительства тамплиерами — например, для возведения расположенной рядом башни (XIII век). Барбакан расширял оборонительные возможности стен, защищая входы и завершение участка дороги, ведущей в замок. Его функцией было предотвращение дальней атаки на ворота. Если нападавшие доходили до барбакана, то оказывались в ловушке между стенами и попадали под огонь, который защитники замка вели с башен.
Северная стена имела пять защитных башен, которые были расположены на таком расстоянии друг от друга, чтобы защитники замка имели как можно более широкий охват местности для осуществления дальних атак, без «мёртвых углов», чтобы иметь возможность защищать входы. Стены были реконструированы в XVII—XVIII веках, чтобы адаптировать старые средневековые фортификации к современным (на тот период) методам ведения войны. Выполненные в ходе реконструкции строительные работы, которые сочетают в себе каменную кладку с опалубкой и тапией (старинный способ возведения стен с помощью раскатанной с землёй глины), резко контрастируют с тамплиерскими строительными приёмами XIII века, примером которых является «Башня сокровищ», возведённая из тёсаного камня, сложенного плотными рядами и хорошо обработанного. Несмотря на свой менее прочный внешний вид, северная стена имеет значительную толщину — достаточную, чтобы выдерживать атаку снарядами артиллерийских орудий.

### «Башня сокровищ»
Башня, впоследствии неоднократно перестраивавшаяся, была возведена тамплиерами на старой стене периода Аль-Андалуз (то есть господства мавров до отвоевания этой территории в ходе Реконкисты), чтобы укрепить оборону северной стороны замка. Её передовая позиция позволяет посредством контроля над этой башней контролировать и входы в замок, расположенные у её основания.
Её необычное название происходит от того, что тамплиеры сохраняли корреспондентские документы своего ордена, относящиеся к делам на территории регионов Каталонии и Арагона. Когда в XIII веке они решили выбрать место для хранения всех этих документов, выбор тамплиеров для создания подобного хранилища пал на Миравет. Однако помимо документов туда поступали также другие ценности. Когда тамплиеры сдали (после осады) замок королевским властям в 1308 году, здесь было обнаружено 650 золотых флоринов, 5463 серебряных торнесо, 2487 жакских су и 663 барселонских су, а также другие ценные вещи.

### Нижние дворовые постройки, обнесённые стенами
Дворовое пространство замка было предназначено для размещения разнообразных построек, необходимых для поддержания его существования. На территории 12 000 м² располагались склады, конюшни, птичники, мастерские, резервуар для воды и даже сады. От большинства этих объектов не осталось каких-либо материальных следов, по которым можно было бы чётко определить их местоположение на территории замка, но об их существовании известно благодаря описаниям из документов.
Периметр хозяйственной части замка совпадал с альбакаром — обнесённым стеной участком, построенным в андалузский (маврский) период в целях обеспечения защиты населения замка в случае опасности. Исходя из этого, общая структура крепости мало в чём изменилась на протяжении веков, несмотря на то, что всё же претерпевала реконструкции, чтобы адаптировать её к военным нуждам той или иной эпохи.
Каждая из стен, которые защищали это пространство, предназначалась для защиты данной территории различными способами. Северная стена имела четыре башни, охраняющие входы; восточная стена имела специальные узкие амбразуры, позволявшие вести артиллерийский огонь из безопасного положения; южная же стена, наименее надёжная, была усилена естественной защитой, которая обеспечивалась скалой около реки. Задуманная как первый уровень обороны, нижняя территория замка была обнесена по периметру стенами, частично относящимися к окружавшим верхнюю часть замка, чьё собственное основание являлось, таким образом, продолжением этих стен и создавалась концепция единой крепости.

### Конюшни
Это здание, расположенное в нижней части замка, использовалось на протяжении всей его истории в качестве оборонительного сооружения. Оно было построено в период контроля над замком тамплиеров, о чём можно судить по сохранившейся каменной кладке и декоративной отделке в нижнем параменте (вертикальный структурный элемент крепостных стен), однако неизвестно, по какому назначению оно тогда использовалось. В период с XIV по XVII век здание уже использовалось в качестве конюшни, хотя там могли содержаться и другие животные, поскольку в некоторых документах оно именуется как коровник. Для выполнения этой функции был изменён уровень наклона ведущей в него рампы. Впоследствии пол здания выровняли под уровень двери, оставив кормушки для животных ниже этого уровня. Здание было покрыто сводом цилиндрической формы, ныне частично обрушившимся. В довершение всего, если верить документам, был надстроен второй этаж, выполнявший функцию сарая.

### Нижние террасы
Первоначально это пространство состояло из террас, ступенчато располагавшихся по склону скалы, но в XVI веке здесь был насыпан слой земли, дабы выровнять поверхность под один уровень, что было связано с возведением в то время новой защитной стены. Несмотря на то, что ныне эта территория ничем не застроена, ранее здесь имелись небольшие постройки, отведённые под склады и птичники. Документы также сообщают о наличии здесь садов для удовлетворения потребностей обитателей замка, где в том числе якобы занимались разведением оливковых деревьев и шелководством. Время от времени эта территория также использовалась в качестве кладбища.
С течением времени замок адаптировался к современности в связи с изменением средств и методов ведения войны. Вследствие этого, например, в XVIII веке в восточных стенах были устроены амбразуры. Через эти отверстия замковые артиллеристы вели огонь из лёгких орудий, находясь в относительной безопасности от возможности попадания в них вражеских снарядов. Во внутренней своей части амбразуры были шире, чтобы обеспечить больший угол обзора для защитников замка.

### Средневековые стены
Линия стен простирается по горам за нижние террасы. В отличие от остальной части крепости, на этом участке стены более тонкие. Это часть средневековой стены, которая с тех пор не перестраивались, ввиду чего сохранилась в своём изначальном виде. Назначением крепостных стен являлось предотвращение нападения на замок, что обеспечивалось их довольно существенной высотой. Лучники могли защищать замок, располагаясь в верхней части стены, защищённой зубцами, венчавшими верхнюю часть стены и придававшими ей внешний вид, типичный для средневековых стен. Узкие дорожки в верхней части стены позволяли перемещаться по ней только одному человеку одновременно.